# Hanburia oerstedii
Hanburia oerstedii är en gurkväxtart som först beskrevs av Célestin Alfred Cogniaux, och fick sitt nu gällande namn av H.Schaef. och S.S.Renner. Hanburia oerstedii ingår i släktet Hanburia och familjen gurkväxter. Inga underarter finns listade i Catalogue of Life.